# Paradygmat
Paradygmat (gr. παράδειγμα parádeigma „przykład, wzór”) – zbiór pojęć i teorii tworzących podstawy danej nauki; znaczenie to wprowadził filozof Thomas Kuhn w książce Struktura rewolucji naukowych (ang. The Structure of Scientific Revolutions) z 1962 roku.
Teorii i pojęć tworzących paradygmat raczej się nie kwestionuje, przynajmniej tak długo, jak długo paradygmat pozostaje twórczy poznawczo – tzn. za jego pomocą można tworzyć teorie szczegółowe zgodne z danymi doświadczalnymi (historycznymi), którymi zajmuje się dana nauka.

## Charakterystyka
Najogólniejszym paradygmatem jest paradygmat metody naukowej, czyli kryterium uznania jakiejś działalności za naukową.
Paradygmat od tzw. dogmatu odróżnia kilka zasadniczych cech:
- nie jest on dany raz na zawsze – lecz jest przyjęty na zasadzie konsensusu większości badaczy,
co nie oznacza, że naukowcy głosują nad przyjęciem lub odrzuceniem paradygmatu, liczy się zgodność paradygmatu z dotychczasową wiedzą i spełnienie wielu warunków (w zakresie np. istniejących dowodów);
- może okresowo ulec zasadniczym przemianom prowadzącym do głębokich zmian w nauce, zwanych rewolucją naukową (zob. experimentum crucis);
- podważa sens absolutnej słuszności.
samo pojęcie „absolutnej słuszności” nie ma charakteru naukowego.

Dobry paradygmat posiada kilka cech i m.in. musi:
- być spójny logicznie i pojęciowo;
- być jak najprostszy i zawierać tylko te pojęcia i teorie, które są dla danej nauki rzeczywiście niezbędne;
- dawać możliwość tworzenia teorii szczegółowych zgodnych ze znanymi faktami.

## Struktura rewolucji naukowych

### Paradygmat w nauce
W 13 rozdziałach Kuhn dowodzi, że nauka nie jest jednostajnym, kumulatywnym pozyskiwaniem wiedzy. Zamiast tego nauka jest serią spokojnych okresów przerywanych przez gwałtowne intelektualne rewolucje, po których jeden koncepcyjny światopogląd jest zamieniany przez inny. Kuhn spopularyzował w tym kontekście termin paradygmat, opisywany przez niego jako w istocie zbiór poglądów podzielanych przez naukowców, zestaw porozumień o pojmowaniu zagadnień. Pomimo tego krytycy zarzucali mu brak precyzji w stosowaniu tego terminu.
Zgodnie z poglądami Kuhna paradygmat jest istotny dla badań naukowych, gdyż „żadna nauka przyrodnicza nie może być wyjaśniana bez zastosowania splecionych teoretycznych i metodologicznych poglądów pozwalających na wybór, ocenę i krytykę”. Paradygmat kieruje wysiłkiem badawczym społeczności naukowych i jest tym kryterium, które najbardziej ściśle identyfikuje obszary nauk. Fundamentalnym argumentem Kuhna jest to, że dla dojrzałej nauki typową drogą rozwojową jest kolejne przechodzenie w procesie rewolucji od jednego do innego paradygmatu. Gdy ma miejsce zmiana paradygmatu, „świat naukowy zmienia się jakościowo i jest jakościowo wzbogacany przez fundamentalnie nowe zarówno fakty, jak i teorie”.
Kuhn utrzymywał także, że – wbrew obiegowym opiniom – typowi naukowcy nie są obiektywnymi i niezależnymi myślicielami, a są konserwatystami, którzy godzą się z tym, czego ich nauczono i stosują tę naukę (wiedzę) do rozwiązywania problemów zgodnie z dyktatem wyuczonej przez nich teorii. Większość z nich w istocie jedynie składa układanki, celując w odkrywaniu tego, co i tak już jest im znane – „Człowiek, który usiłuje rozwiązać problem zdefiniowany przez istniejącą wiedzę i technikę nie ma szerszych horyzontów. Wie on co chce osiągnąć, i w zgodzie z tym projektuje swoje narzędzia i kieruje swoimi myślami”.
W naukach społecznych, gdzie mogą jednocześnie występować różne paradygmaty, dochodzi do wojen paradygmatycznych, czyli zwalczania się nawzajem uczonych z różnych obozów i odmawiania innym charakteru naukowości. Paradygmaty w socjologii i antropologii są bardzo podzielone i na całym świecie zaobserwować można spory pomiędzy ich przedstawicielami.

### Paradygmat a rewolucja naukowa
W czasach nauki instytucjonalnej (określenie również wprowadzone przez Kuhna) podstawowym zadaniem naukowców jest doprowadzenie uznanej teorii i faktów do najściślejszej zgodności. W konsekwencji naukowcy mają tendencję do ignorowania odkryć badawczych, które mogą zagrażać istniejącemu paradygmatowi i spowodować rozwój nowego, konkurencyjnego paradygmatu.
Na przykład Ptolemeusz spopularyzował pogląd, że Słońce obiega Ziemię, i to przekonanie było bronione przez stulecia nawet w obliczu obalających je dowodów. Jak zaobserwował Kuhn, w trakcie rozwoju nauki „nowości wprowadzane są z trudem i z towarzyszącym mu, zgodnym z oczekiwaniami, jawnym oporem”. I tylko młodzi uczeni, nie tak głęboko indoktrynowani przez uznane teorie – jak Newton, Lavoisier lub Einstein – mogą dokonać odrzucenia starego paradygmatu.
Takie rewolucje naukowe następują tylko po długich okresach nauki instytucjonalnej, tradycyjnie ograniczonej ramami, w których musiała się ona (nauka) znajdować i zajmować się badaniami, zanim mogła te ramy „zniszczyć”. Zresztą kryzys zawsze niejawnie tai się w badaniach, ponieważ każdy problem, który nauka instytucjonalna postrzega jako łamigłówkę, może być ujrzany z innej perspektywy, jako sprzeczność (wyłom), a zatem źródło kryzysu – jest to „istotne obciążenie” badań naukowych.

### Kryzysy w nauce
Kryzysy są wyzwalane, gdy uczeni uznają odkryte sprzeczności za anomalię w dopasowaniu istniejącej teorii z naturą. Wszystkie kryzysy są rozwiązywane na trzy sposoby:
1. Nauka instytucjonalna może udowodnić zdolność do objęcia kryzysowego problemu, i w tym przypadku wszystko wraca do „normalności”.
2. Alternatywnie, problem pozostaje, jest zaetykietowany, natomiast postrzega się go jako wynik niemożności użycia niezbędnych przyrządów do rozwiązania go, więc uczeni pozostawiają go przyszłym pokoleniom z ich bardziej rozwiniętymi (zaawansowanymi) przyborami.
3. W niewielu przypadkach pojawia się nowy kandydat na paradygmat, i wynika bitwa o jego uznanie będąca w istocie wojną paradygmatów.

Kuhn argumentuje, że rewolucje naukowe są nieskumulowanym epizodem rozwojowym, podczas którego starszy paradygmat jest zamieniany w całości lub po części przez niezgodny z nim paradygmat nowszy. Ale nowy paradygmat nie może być zbudowany na poprzedzającym go, a raczej może go tylko zamienić, gdyż „instytucjonalna tradycja naukowa wyłaniająca się z rewolucji naukowej jest nie tylko niezgodna, ale też nieuzgadnialna z tą, która pojawiła się przed nią”. Rewolucja kończy się całkowitym zwycięstwem jednego z dwóch przeciwnych obozów.

### Krytyka falsyfikacji
Kuhn nie podzielał poglądu Karla Poppera o sprawdzaniu teorii poprzez falsyfikowanie. Uważał, że niekompletność i niedoskonałość w dopasowaniu danych i teorii określających układankę charakteryzują naukę instytucjonalną.
Jeśli, jak sugeruje Popper, niepowodzenie dopasowania stanowi podstawę do odrzucenia teorii, to wszystkie teorie będą stale odrzucane. Zatem czy i jak w obliczu takich argumentów nauka może się rozwijać, i co jest istotą jej rozwoju?

### Rola paradygmatu
Kuhn udowadnia, że normalna nauka rozwija się, ponieważ dojrzałe społeczności naukowe pracują na gruncie pojedynczego paradygmatu lub zestawu ściśle powiązanych ze sobą paradygmatów, i ponieważ różne społeczności naukowe rzadko kiedy badają te same problemy. Rezultat udanej twórczej pracy rozwiązującej problemy wywołane przez paradygmat stanowi postęp.
W istocie tylko w czasach normalnej nauki postęp wydaje się być zarówno oczywisty, jak i pewny. Co więcej, „człowiek który upiera się, że filozofia nie dokonała żadnego postępu podkreśla tylko to, że ciągle są arystotelicy, a nie to, że rozwój filozofii arystotelejskiej zakończył się niepowodzeniem”.

### Ewolucja idei
W myśl koncepcji Kuhna proces rozwoju nauki stanowi ewolucję od prymitywnych początków przez następujące kolejne stadia charakteryzujące się wzrastającą szczegółowością i coraz bardziej wyrafinowanym zrozumieniem przyrody.
W konsekwencji porównywał on własną koncepcję ewolucji idei naukowych do darwinowskiej koncepcji ewolucji organizmów żywych, ale dowodził, że nie jest to proces ewolucji w odniesieniu do czegokolwiek, i pyta, czy rzeczywiście pomaga to wyobrazić sobie, że istnieje jedyny, pełny, obiektywny, prawdziwy obraz przyrody. I chociaż postęp naukowy prowadzi do odkryć fundamentalnych prawd, Kuhn zaobserwował, że „jawnie lub skrycie rezygnujemy z poglądu, iż zmiany paradygmatów prowadzą naukowców i ich uczniów bliżej i coraz bliżej do prawdy”.

### Definicja dziedziny nauki
Argument Kuhna, że społeczność naukowa określa się przez swoją wierność pojedynczemu paradygmatowi miał szczególny oddźwięk w dziedzinie wieloparadygmatycznych (lub przedparadygmatycznych) nauk społecznych, gdyż członkowie tych społeczności są często oskarżani o zazdrość wobec paradygmatycznej fizyki.
Kuhn sugerował, że na pytanie o to, czy dana dyscyplina jest, czy też nie jest nauką, może być dana odpowiedź tylko wtedy, gdy członkowie społeczności naukowej powątpiewający o swoim statusie osiągną konsens co do oceny swoich przeszłych i obecnych osiągnięć.

### Macierz dyscyplinarna
Macierz dyscyplinarna (ang. disciplinary matrix), to najbardziej spójna i najgłębiej internalizowana przez grupę uczonych część paradygmatu. Składa się z podzielanych przez tę grupę: (1) generalizacji symbolicznych, (2) metafizycznej składowej paradygmatu, (3) wartości, (4) wzorców rozwiązywania problemów naukowych.